# Coenocorypha huegeli
Coenocorypha huegeli là một loài chim trong họ Scolopacidae.